# Valery Larbaud
Valery Larbaud (Vichy, 29 augustus 1881 - aldaar, 2 februari 1957) was een Frans dichter, prozaïst, essayist en vertaler.

## Leven en werk
Hij was de enige zoon van de apotheker Nicolas Larbaud en Isabelle Bureau des Etivaux. Zijn vader stierf toen hij nog maar acht jaar oud was waarna hij door zijn moeder en tante werd opgevoed. Hij studeerde af in de letteren in 1908 en publiceerde in dat jaar zijn Poèmes par un riche amateur (onder het pseudoniem A.O. Barnabooth) waarvoor hij van Octave Mirbeau een stem kreeg tijdens de verkiezing voor de Prix Goncourt.
In 1911 verscheen zijn bekendste roman, Fermina Márquez. Twee jaar later verscheen een andere bekende roman van hem, A.O. Barnabooth.
Vanwege het fortuin van zijn vader, aandeelhouder in een bronwaterfirma, hoefde hij niet te werken voor zijn geld en leefde hij het luxe leven van een dandy. In 1935 raakte hij verlamd, en daarna kon hij zo goed als niet meer schrijven en praten. In 1948 moest hij echter wegens financiële problemen zijn bibliotheek en zijn onroerende goederen verkopen. Hij overleed in 1957 in zijn geboorteplaats.
L’association internationale des Amis de Valery Larbaud kent sinds 1967 ieder jaar aan een boek dat "Larbaud graag gelezen zou hebben", een prijs toe die de naam van de auteur draagt. In 1957 verscheen zijn werk in de Pléiadereeks.

### Larbaud in Nederland
Een belangrijke vertaler van het werk van Larbaud was E. du Perron (1899-1940) die onder andere de roman Fermina Márquez vertaalde. Mede door Du Perron spelen Larbaud en zijn roman A.O. Barnabooth een rol in de roman Bij nader inzien van J.J. Voskuil (1926-2008).

#### Larbaud en Sander Stols
Larbaud was bevriend met de uitgever Sander Stols (1900-1973) die ook werk van hem heeft uitgegeven, zowel in het Frans als in vertaling. In 1925 verwierf Stols via de Antwerpse neuroloog Ludo van den Bogaert de eerste Larbaud-tekst, Paris de France. Stols publiceerde vervolgens enkele tientallen teksten van Larbaud en er ontstond ook een uitgebreide, in 1986 uitgegeven briefwisseling tussen schrijver en uitgever.
Stols zou ook de reisaantekeningen Mon itérinaire gaan uitgeven en ontving daarvan het manuscript. Hij stuurde het vervolgens terug naar Larbaud om het te laten aanvullen alvorens het te willen drukken. Ondanks herhaald aandringen ontving hij het handschrift nooit retour. Dankzij een door Stols gemaakt afschrift kon het alsnog in 1986 verschijnen, tegelijkertijd met de briefwisseling tussen de twee.
De Stols-uitgaven zijn:
1. Paris de France. 1926
2. Ce vice inpuni, la lecture.... 1926
3. Divertissement philologique. 1926
4. Paul Valéry et la Méditerranée. 1926
5. Préface à un recueil de notes sur quelques poètes Français. 1926
6. Notes sur Racan. 1928
7. [Bijdrage aan:] Racan, Les poésies lyriques profanes. 1928
8. [Bijdrage aan:] Maurice Scève, Microcosme. 1928
9. Amants, heureux amants. 1932
10. De arme hemdenmaker. 1932
11. [Bijdrage aan:] Olivier Patru, La vie de Monsieur d'Ablancourt. 1934
12. Dévotions particulières. 1941
13. La rue Soufflot. 1943
14. La modernisation de l'orthographe des textes anciens. 1944
15. Les poésies de A.O. Barnabooth. 1944
16. Questions militaires. 1944
17. Francis Jammes et Valery Larbaud, Lettres inédites. 1947
18. Deux jours en Hollande. 1948
19. Lettres à André Gide. 1948